# Djamel Bakar
Djamel Bakar (Marsiglia, 6 aprile 1989) è un ex calciatore francese naturalizzato comoriano, di ruolo attaccante.